# Adam-ondi-Ahman

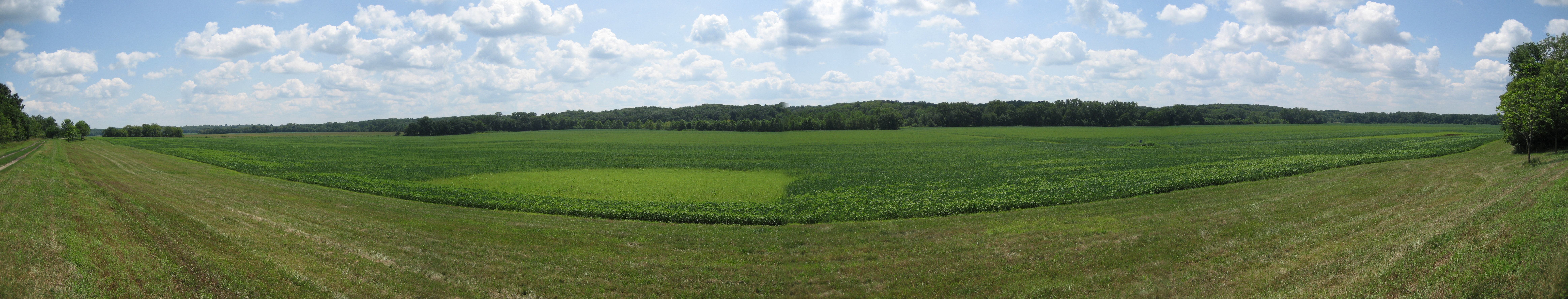
Panoramiczny widok Adam-ondi-Ahman

Adam-ondi-Ahman – w wierzeniach ruchu świętych w dniach ostatnich (mormonów) miejsce, do którego mieli się udać Adam i Ewa po opuszczeniu ogrodu Eden.
Osadzone jest w objawieniach, które miał otrzymać Joseph Smith, pierwszy prezydent Kościoła Jezusa Chrystusa Świętych w Dniach Ostatnich. Zapisane one zostały w Naukach i Przymierzach, jednym z mormońskich pism świętych. Wskazują one, że ogród Eden znajdował się w hrabstwie Jackson w stanie Missouri oraz że Adam na trzy lata przed swą śmiercią zgromadził swoich prawych potomków w Adam-ondi-Ahman, udzielając im swego błogosławieństwa. Również w zgodzie ze wspominanymi objawieniami będzie to miejsce spotkania między Adamem a świętymi w dniach ostatnich przepowiedzianego w starotestamentalnej Księdze Daniela.
Jego dokładna lokalizacja na gruncie rozważań podejmowanych przez mormońskich teologów jest nieznana. Nieznane jest również dokładne, objawione tłumaczenie jego nazwy, mającej pochodzić z języka adamowego, uniwersalnego języka przewijającego się na marginesie wierzeń świętych w dniach ostatnich. Przyjęte interpretacje znaczenia pochodzą od współpracowników Smitha i mówią o miejscu bądź ziemi Bożej, którą zamieszkiwał Adam. Bruce R. McConkie, członek Kworum Dwunastu Apostołów oraz specjalista w zakresie mormońskiej doktryny, zauważył, że Adam-ondi-Ahman musiało być obszarem o znacznym rozmiarze, zapis w Naukach i Przymierzach wspomina bowiem odpowiednio o ziemi, dolinie i górach doń należących. Podwaliny pod Adam-ondi-Ahman miał położyć sam Chrystus.
Umiejscowienie tego konceptu teologicznego w geografii Stanów Zjednoczonych pochodzi od Josepha Smitha, ponownie za pośrednictwem objawienia, które miał otrzymać. Pierwszy mormoński przywódca nadał tę nazwę miejscu znanemu uprzednio jako Spring Hill w hrabstwie Daviess. Wkrótce zaczęto mianem tym określać założoną w tym miejscu mormońską osadę. Wspominany już Bruce McConkie, wychodząc z przesłanek ściśle teologicznych, postulował uznanie Far West, osady w hrabstwie Caldwell, za również leżącą w obrębie Adam-ondi-Ahman.
Niezależnie od dokładnego przypisania ram geograficznych temu miejscu odegrało ono istotną rolę w burzliwej i krótkiej historii mormońskiego osadnictwa w Missouri. Po usunięciu świętych w dniach z ostatnich z Missouri na wiosnę 1839 obszary znane jako Adam-ondi-Ahman przeszły w ręce antymormońskich osadników. John Cravens nabył ich centralną część oraz utworzył na niej miasto Cravensville. Przez około 3 dekady było ono dosyć ludne, rywalizowało nawet z Gallatin o miano stolicy hrabstwa Daviess. Po 1871 opustoszało, a jego tereny ponownie zaczęto używać jako ziemie rolne i pastwiska.
Adam-ondi-Ahman ponownie przeszło w mormońskie ręce w 1944. Wilford C. Wood zakupił wówczas 38 akrów terenu w imieniu Kościoła. Ostatecznie posiadłości Kościoła Jezusa Chrystusa Świętych w Dniach Ostatnich na tym obszarze powiększyły się do około 3000 akrów. Przeprowadzono również badania archiwalne i archeologiczne mające na celu ustalenie rozmiaru oraz zbadania historii tej dawnej mormońskiej osady.
Adam-ondi-Ahman zajmuje poczesne miejsce w mormońskiej eschatologii. Wspomniane wyżej ponowne spotkanie Adama ze świętymi w dniach ostatnich, przeprowadzone właśnie w Adam-ondi-Ahman, ma stanowić w niej wstęp do wielkiego i strasznego dnia Pana. Na tym też spotkaniu wszyscy dzierżący klucze upoważnienia zdadzą je na ręce Adama. Adam przekaże je przybyłemu ponownie Jezusowi Chrystusowi, ten zaś z kolei podejmie ostateczne kroki przygotowawcze do swego osobistego królowania nad ziemią.
Miejsce to doczekało się utrwalenia już we wczesnej mormońskiej kulturze. Opowiada o nim hymn pióra W.W. Phelpsa oraz pokrewny w formie i treści hymn autorstwa Elizabeth Ann Smith Whitney.